# Spirals in Hyperspace
Spirals in Hyperspace è il decimo album in studio del gruppo musicale britannico Ozric Tentacles, pubblicato nel 2004.

## Tracce
1. Chewier – 5:26
2. Spirals in Hyperspace – 9:51
3. Slinky – 8:39
4. Toka Tola – 7:46
5. Plasmoid – 5:17
6. Oakum – 9:03
7. Akasha – 7:27
8. Psychic Chasm – 8:44
9. Zoemetra – 7:23